# Plancy-l'Abbaye
Plancy-l’Abbaye é uma comuna francesa na região administrativa de Grande Leste, no departamento de Aube. Estende-se por uma área de 41,38 km². Em 2010 a comuna tinha 985 habitantes (densidade: 23,8 hab./km²).